# Clarendon (Pensilvania)
Clarendon es un borough ubicado en el condado de Warren en el estado estadounidense de Pensilvania. En el año 2000 tenía una población de 564 habitantes y una densidad poblacional de 505 personas por km².

## Geografía
Clarendon se encuentra ubicado en las coordenadas 41°46′52″N 79°5′42″O / 41.78111, -79.09500.

## Demografía
Según la Oficina del Censo en 2000 los ingresos medios por hogar en la localidad eran de $27,750 y los ingresos medios por familia eran $30,313. Los hombres tenían unos ingresos medios de $29,083 frente a los $21,625 para las mujeres. La renta per cápita para la localidad era de $13,774. Alrededor del 15.5% de la población estaba por debajo del umbral de pobreza.